# Franck Villard
Pour les articles homonymes, voir Villard.
Pour le compositeur et chef d'orchestre, voir Franck Villard (musicien).
François Drouineau, dit Franck (ou Frank) Villard, est un acteur français, né le 24 mars 1917 à Saint-Jean-d'Angély et mort le 19 septembre 1980 à Genève.

## Biographie

### Origines
Fils d'un inspecteur des finances, François Étienne Drouineau naît à Saint-Jean-d'Angély (Charente-Maritime) le 24 mars 1917.

### Carrière
Pendant la Seconde Guerre mondiale, François Drouineau est fait prisonnier de guerre, mais est libéré en simulant la folie et l'épilepsie et se retrouve à Nice où il fait la connaissance de la star Viviane Romance. Celle-ci fait débuter Franck Villard dans Cartacalha, reine des gitans en 1941, puis l'impose dans des rôles plus importants dans ses deux films suivants, Feu sacré et La Boîte aux rêves. Il tourne ensuite régulièrement dans des films peu marquants avant de devenir vedette avec Gigi en 1949 et Manèges la même année, deux succès qui font de lui un séducteur en vogue. En 1951, Le Cap de l'espérance, et surtout Le Garçon sauvage, son meilleur film, le font connaître un peu partout en Europe. Il tournera en Italie avec Yvonne Sanson et Isa Miranda, et en Espagne avec Sara Montiel. Son étoile pâlit au début des années 1960, et après quelques polars en vedette (dont Rapt au Deuxième Bureau, avec Dalida), il aborde les seconds rôles au cinéma (Le cave se rebiffe, Le crime ne paie pas), se consacre à la télévision et au théâtre. Avec sa femme, un ancien mannequin, il exploite  parallèlement un restaurant à Saint-Jean-d'Angély, Chez Franck Villard.
Il est, avec Henri Vidal et Daniel Gélin le prototype du séducteur voyou du cinéma français des années 1950, à l'opposé des séducteurs romantiques comme Gérard Philipe ou Jean-Claude Pascal.

### Mort
Il meurt d'une crise cardiaque à Genève le 19 septembre 1980, lors d'une tournée théâtrale. 

## Filmographie
- 1941 : Cartacalha, reine des gitans de Léon Mathot
- 1942 : Feu sacré de Maurice Cloche : Jean Delmas
- 1945 : La Boîte aux rêves d'Yves Allégret et Jean Choux : Jean
- 1946 : L'Ennemi sans visage de Maurice Cammage et Robert-Paul Dagan : l'inspecteur Wens
- 1946 : Le Mystérieux Monsieur Sylvain de Jean Stelli : M. Ancelin
- 1946 : Vivre seul de Max Joly, court métrage
- 1947 : Fausse Identité d'André Chotin : l'inspecteur Rolle
- 1947 : Le Mariage de Ramuntcho de Max de Vaucorbeil : Georges Baermann
- 1947 : Le Cavalier de Croix-Mort de Lucien Ganier-Raymond : François d'Authar
- 1948 : Le Signal rouge de Ernst Neubach : Nicolas Riedel, l'ingénieur
- 1948 : Les souvenirs ne sont pas à vendre de Robert Hennion : Jean
- 1949 : Gigi de Jacqueline Audry : Gaston
- 1949 : Manèges d’Yves Allégret : François, amant de Dora
- 1949 : Vient de paraître de Jacques Houssin : Maréchal
- 1950 : La Belle Image de Claude Heymann : Raoul Cérusier et Roland Colbert
- 1950 : Minne, l'ingénue libertine de Jacqueline Audry : Antoine
- 1950 : Avalanche de Raymond Segard : Édouard Bouchard
- 1950 : Fusillé à l'aube de André Haguet : Rudolph Hennings
- 1950 : Les Amants de bras-mort de Marcello Pagliero : Jean Michaut
- 1951 : Les sept péchés capitaux de Yves Allégret, dans le sketch: La luxure : M. Ravila
- 1951 : Le Cap de l'Espérance de Raymond Bernard : Robert Legeay dit « Bob »
- 1951 : Le Garçon sauvage de Jean Delannoy : Paul
- 1951 : Jep le traboucaire de Jean Faurez
- 1952 : Wanda la pécheresse de Duilio Coletti : Stefano Lari
- 1952 : La Maison du silence - (La conciencia accusa) de Georg Wilhelm Pabst : l'écrivain
- 1953 : Le Secret d'Hélène Marimon de Henri Calef : Jacques Taillandier
- 1953 : Nuits andalouses - (Noches andaluzas) de Maurice Cloche : Armand de Puysherbeux
- 1953 : Mandat d'amener de Pierre Louis : Gérard Latour
- 1954 : Huis clos de Jacqueline Audry : Garcin
- 1955 : Soupçons de Pierre Billon : Étienne Jean-Marie de Montenoy
- 1955 : La Chasse aux maris (Ragazze d'oggi), de Luigi Zampa
- 1955 : Je plaide non coupable de Edmond T. Gréville : Pierre Lemaire
- 1955 : Les Indiscrètes de Raoul André : Pierre Fleury
- 1956 : Le Château des amants maudits - (Beatrice Cenci) de Riccardo Freda : le juge Ranieri
- 1956 : Boulevard du crime de René Gaveau : Gilbert Renaud
- 1956 : Alerte au deuxième bureau de Jean Stelli : le capitaine Thierry
- 1956 : Sylviane de mes nuits de Marcel Blistène : Michel Lenoir
- 1957 : Deuxième Bureau contre inconnu de Jean Stelli : le capitaine Thierry
- 1957 : Les Mystères de Paris (I misteri di Parigi) de Fernando Cerchio : le prince Rodolphe de Gerolstein
- 1958 : La violetera de Luis César Amadori : Henri Barnard
- 1958 : Rapt au Deuxième Bureau de Jean Stelli : le capitaine Thierry
- 1958 : Énigme aux Folies Bergère de Jean Mitry : le commissaire Raffin
- 1959 : Détournement de mineures de Walter Kapps : Daniel, le journaliste
- 1959 : Deuxième Bureau contre terroristes de Jean Stelli : Jacques Martin
- 1960 : Le Trésor des hommes bleus d'Edmond Agabra : Hernandez
- 1960 : Une dame aux camélias (La bella Lola) de Alfonso Balcázar : Edmond
- 1961 : Le cave se rebiffe de Gilles Grangier : Éric Masson
- 1962 : Le crime ne paie pas de Gérard Oury : M. Lenormand
- 1962 : Le Gentleman d'Epsom de Gilles Grangier : Lucien
- 1962 : Bande de lâches - (Un branco di vigliacchi) de Fabrizio Taglioni (it) : De Rossi
- 1962 : Gigot, le clochard de Belleville - (Gigot) de Gene Kelly : Pierre
- 1963 : Le cave est piégé - (No temas a la ley) de Víctor Merenda
- 1964 : Mata Hari, agent H21 de Jean-Louis Richard : le colonel Emile Peltier
- 1965 : Les Bons Vivants de Gilles Grangier, dans les sketchs La fermeture et Le Procès : Marcel Froment
- 1965 : Quand passent les faisans de Édouard Molinaro : M. Gino
- 1966 : Soleil noir de Denys de La Patellière : le curé
- 1970 : Compte à rebours de Roger Pigaut
- 1979 : Les Enquêtes du commissaire Maigret, épisode : Maigret et l'Indicateur d'Yves Allégret : Maurice Maciat
- 1979 : Un juge, un flic de Denys de La Patellière, seconde saison (1979), épisode : Parce que...!
- 1979 : Apocalypse Now (version Redux) de Francis Ford Coppola - dans la version longue uniquement : Gaston de Marais

## Théâtre
- 1949 : Florence et le dentiste, mise en scène Jacques-Henri Duval, Théâtre du Vieux-Colombier
- 1963 : La Robe mauve de Valentine de Françoise Sagan, mise en scène Yves Robert, Théâtre des Ambassadeurs
- 1964 : La Robe mauve de Valentine de Françoise Sagan, mise en scène Yves Robert, Théâtre des Célestins